# Instituto de Química da Unicamp

O Instituto de Química (IQ) é uma das unidades da Universidade Estadual de Campinas (UNICAMP).

## História
Foi fundado em 1967, e as aulas de graduação começaram no ano seguinte. Em 1969, foi implantado o primeiro laboratório de pesquisa. E em 1971, o instituto foi instalado em um dos prédios atualmente ocupados por ele.

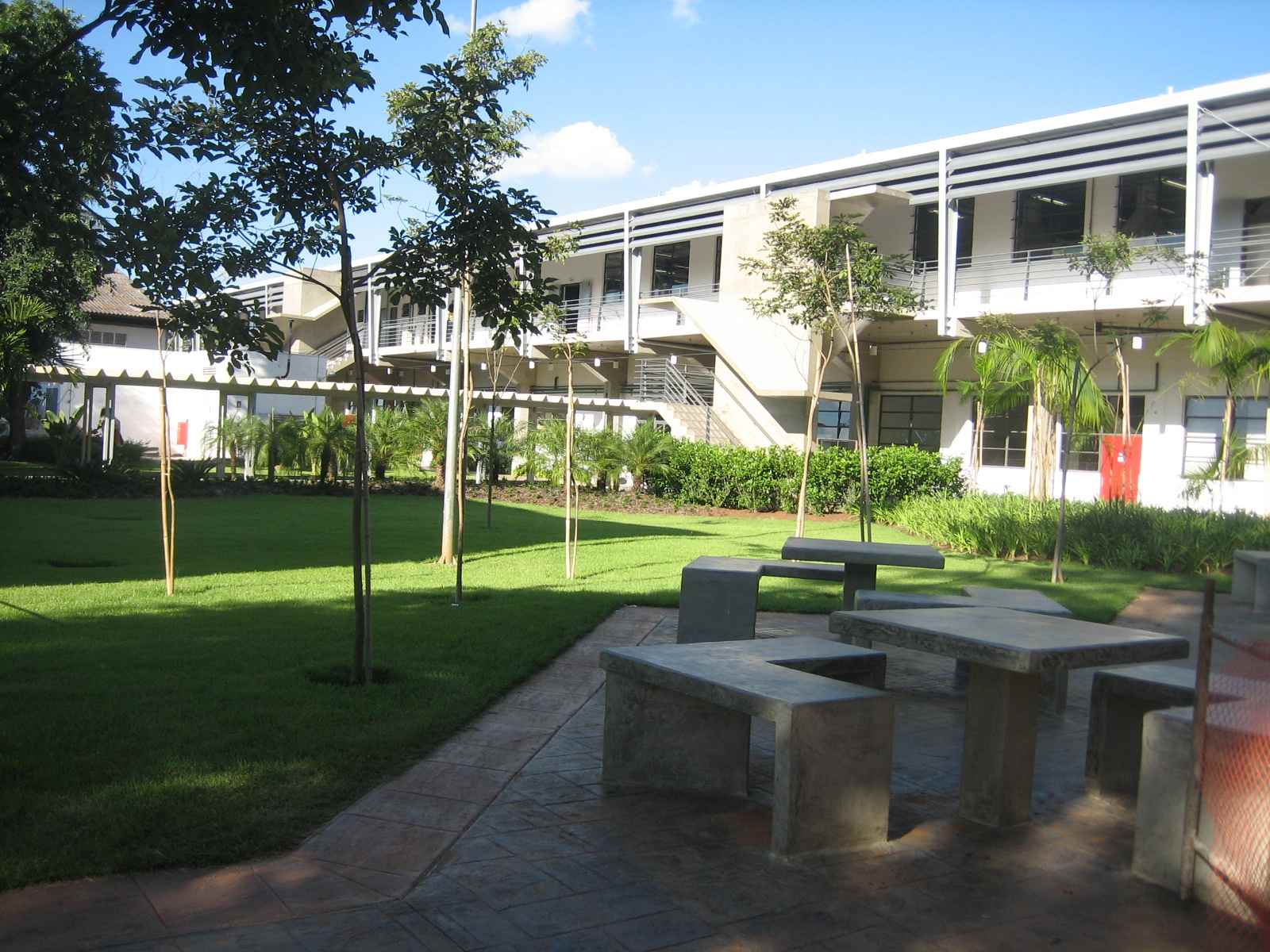
Laboratórios de ensino do Instituto de Química da Unicamp.

Ocupa uma área próxima de 18 mil m², 5700 m² de laboratórios de pesquisa, 2 mil m² para salas instrumentais, sendo 1400 m² desses de laboratórios de ensino, outros 1400 m² para oficinas e almoxarifados, e 760 m² para a biblioteca, além de outras dependências, como salas de aula.
Até então o IQ formou mais de 1300 bacharéis e mais de 1300 teses de Mestrado e Doutorado foram defendidas.

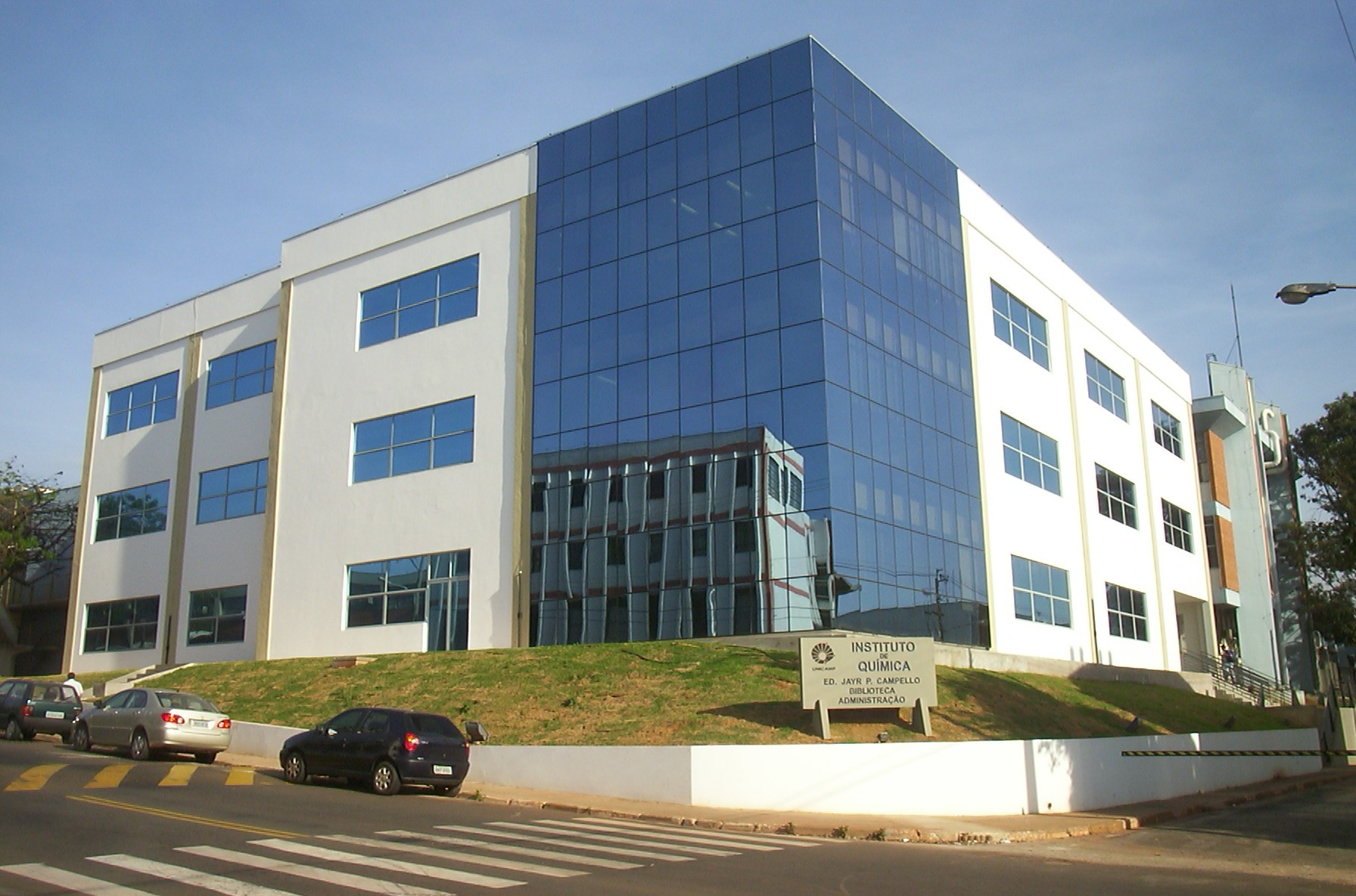
Edifício Jayr P. Campello - Administração e Biblioteca do Instituto de Química da UNICAMP, Campinas. Foto de Renato M.E. Sabbatini

## Biblioteca do Instituto de Química - BIQ
Reconhecido como um dos maiores e melhores acervos do Brasil na área de Química, a Biblioteca do Instituto de Química da UNICAMP dispõe de 13000 títulos de livros, 278 títulos correntes de periódicos, 1014 teses e dissertações, obras raras, microfilmes, microfichas, fitas de vídeo, VCDs e bases de dados e diversos títulos de materiais bibliográficos em CD-ROM.
- Página da Biblioteca do Instituto de Química - UNICAMP

## Departamentos
O Instituto de Química da UNICAMP é composto por quatro departamentos:
Departamento de Físico Química
Departamento de Química Analítica
Departamento de Química Inorgânica
Departamento de Química Orgânica

## Ensino

### Corpo Docente
Constituído por 81 docentes com grau mínimo de Doutor em Ciências (sendo 07 colaboradores voluntários), dos quais 80 em regime de tempo integral e dedicação exclusiva.
- Páginas dos Docentes do Instituto de Química - UNICAMP

### Graduação
Reconhecidos pelo Ministério da Educação (MEC) com excelência de qualidade, os cursos de Química da Unicamp devem sua qualidade a qualificação dos docentes e a infra-estrutura do Instituto.
Segundo avaliação feita pelo MEC dos cursos de graduação em todo o Brasil, o curso de Química da Unicamp possui o conceito máximo em todos os aspectos avaliados (instalações, corpo docente e projeto pedagógico).
Alunos formados atuam em indústrias, centros de pesquisa, escolas e universidades.

#### Cursos
- Período Integral
  - Bacharelado em Química

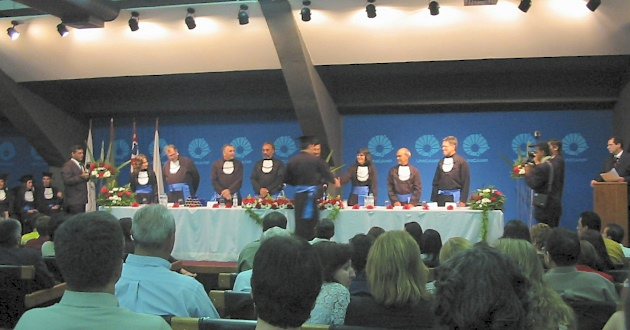
Colação de Grau do Instituto de Química da UNICAMP

  - Bacharelado em Química Tecnológica
  - Licenciatura em Química
- Período Noturno
  - Química - Modalidade Tecnológica
- Secretaria de Graduação -

### Pós-Graduação
- Coordenadoria de Pós-Graduação

### Empresa Júnior - All Química

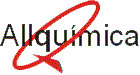
All Química Consultoria Junior

A All Química - Empresa Júnior de Consultoria em Química - é uma associação sem fins lucrativos que visa desenvolver soluções dentro da área química, tendo como público alvo pequenas e médias empresas. É gerida por alunos de graduação do Instituto de Química (IQ) da UNICAMP.
A All Química apóia-se na colaboração de professores da UNICAMP, que possui o melhor Instituto de Química da América Latina, para obter a resolução de seus projetos, a fim de agregar conhecimento, resolver problemas para as empresas químicas do Brasil e desenvolver seus membros. Preocupa-se tanto com a excelência de seus serviços quanto com a capacitação de seus membros. Além disso, realiza eventos dentro do Instituto de Química, como a Semana de Química, que conta com palestras e cursos para a comunidade interna e externa sempre visando à complementação da formação dos alunos e da sociedade.